# 川北和徳
川北 和徳（かわきた かずのり、1939年11月22日 - ）は、日本の地方公務員 (技術公務員) 。東京都水道局多摩水道対策本部長、東京都水道局長を経て日本水道協会専務理事。瑞宝小綬章受章。

## 経歴
1962年（昭和37年）、北海道大学工学部衛生工学科卒業。
同年4月、東京都庁に入庁し、水道局配属。1970年、建設局江東治水事務所第二工区長。1971年12月、水道局計画部調整課総合調整係長。1973年7月、総務局小笠原支庁上下水道課長。1984年12月、水道局経営計画部計画課長。1985年12月、同経営計画部主幹。1991年（平成3年）6月、同給水部長。1993年7月、同多摩水道対策本部長。1995年6月、同公営企業管理者・水道局長・水道技術管理者 。渇水対策として利根川の水源を極力活用した給水、多摩川水系の水源の貯水に取り組んだ。また震災対策として送配水管の重要路線の耐震化を進め、配水小管の一般路線についても新型耐震管を本格的に導入。臨海副都心の有明給水所と小河内ダムサイトに参加体験型の展示PR施設を整備した。1998年7月、退任。
同年10月、日本水道協会専務理事。同月、同会長表彰功労賞受賞。2002年10月、退任。同年11月、同顧問。
同年、東京水道サービス社長。2003年10月、厚生労働大臣表彰（水道関係功労者）受賞。日本水中ロボット調査清掃協会顧問。2021年、日本水道協会名誉会員。

## 著書
- 上水道工学[2]

## 栄典
平成22年春の叙勲で瑞宝小綬章を受章。